# Raonament basat en casos

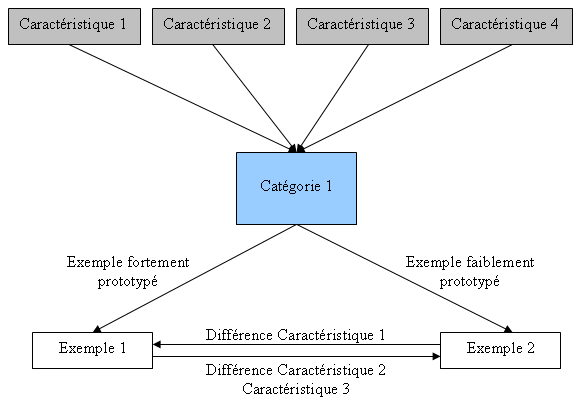
Model de memòria a base de categories per al raonament per cas.

En intel·ligència artificial i filosofia, el raonament basat en casos (amb acrònim anglès CBR), interpretat de manera àmplia, és el procés de resolució de nous problemes basats en les solucions de problemes passats similars.

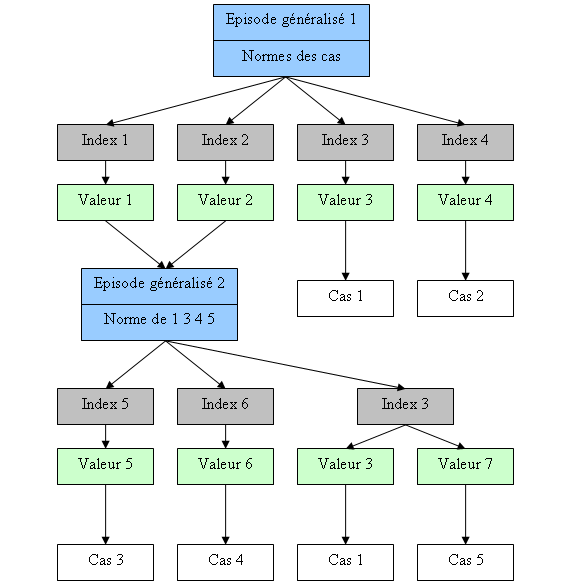
Models de memòria CBR, de dalt a baix: memòria de categoria, memòria simple i memòria dinàmica.

A la vida quotidiana, un mecànic d'automòbils que arregla un motor recordant un altre cotxe que presentava símptomes similars utilitza un raonament basat en casos. Un advocat que defensa un resultat determinat en un judici basat en precedents legals o un jutge que crea jurisprudencia utilitza un raonament basat en casos. Així, també, un enginyer que copia elements de treball de la natura (practicant el biomimetisme), està tractant la natura com una base de dades de solucions als problemes. El raonament basat en casos és un tipus destacat de solució d'analogia.
S'ha argumentat que el raonament basat en casos no només és un mètode potent per al raonament informàtic, sinó també un comportament generalitzat en la resolució de problemes humans quotidians; o, més radicalment, que tot raonament es basa en casos passats viscuts personalment. Aquesta visió està relacionada amb la teoria dels prototips, que s'explora més profundament a la ciència cognitiva.
S'ha formalitzat el raonament basat en casos a efectes de raonament informàtic com un procés de quatre passos:
1. Recuperar: davant un problema objectiu, recupera de memòria casos rellevants per resoldre'l. Un cas consisteix en un problema, la seva solució i, normalment, anotacions sobre com es va derivar la solució. Per exemple, suposem que Fred vol preparar creps de nabius. Com que és un cuiner novell, l'experiència més rellevant que recorda és aquella en què va fer pancakes senzills amb èxit. El procediment que va seguir per fer les creps, juntament amb les justificacions de les decisions preses al llarg del camí, constitueix el cas recuperat de Fred.
2. Reutilització: mapeu la solució del cas anterior al problema objectiu. Això pot implicar adaptar la solució segons sigui necessari per adaptar-se a la nova situació. A l'exemple de les creps, Fred ha d'adaptar la seva solució recuperada per incloure l'addició de nabius.
3. Revisió: després d'haver mapat la solució anterior a la situació objectiu, prova la nova solució al món real (o una simulació) i, si cal, revisa. Suposem que Fred va adaptar la seva solució de creps afegint nabius a la massa. Després de barrejar, descobreix que la massa s'ha tornat blau, un efecte no desitjat. Això suggereix la següent revisió: retardeu l'addició de nabius fins que la massa s'hagi introduït a la paella.
4. Retenir: després que la solució s'hagi adaptat correctament al problema objectiu, emmagatzemeu l'experiència resultant com a cas nou a la memòria. Fred, en conseqüència, registra el seu procediment recent descobert per fer creps de nabius, enriquint així el seu conjunt d'experiències emmagatzemades i preparant-lo millor per a futures demandes de fer pancakes.[4]